# Vladivostok Avia
Vladivostok Avia (en ruso, Владивосток Авиа; en inglés Vladivostok Air) era una aerolínea rusa con sede central en Vladivostok.

## Historia
Vladivostok Avia se creó a partir de la filial de Aeroflot en Vladivostok de 1932 y se privatizó en 1994. 
En 1994 la empresa contaba con aviones de alcance corto de tipo Antonov An-2, Yak-40 y un parque importante de helicópteros. En 1995 se adquirieron un Ilyushin Il-76 y varios Tupolev Tu-154 y se prescindió de los Antonov An-2.
Después de la privatización en 1994 la compañía también adquirió helicópteros de los tipos Mil Mi-2, Ka-26, Mil Mi-8 y Ka-32, muchos de los cuales aún están activos.
En 2003 se decidió ampliar el negocio a los vuelos de alta distancia. Para ello se adquirieron Tupolev Tu-204, creándose así una segunda base en el Moscú-Vnúkovo (VKO).
En 2007 Valdivostok Avia adquirió el primer aparato occidental, un Airbus A320-200.
Desde el 15 de febrero de 2008 son Vladivostok Avia y el Aeropuerto de Vladivostok (VVO) dos compañías independientes desde el punto de vista jurídico y organizatorio. Hasta entonces el aeropuerto fue explotado por Vladivostok Avia. El 25 de septiembre de 2008 Vladivostok Avia se hizo cargo, por iniciativa del ministerio de transporte ruso, de gran parte del tráfico de la aerolínea Dalavia, en dificultades financieras. Desde 2008 los A320 también vuelan al y desde el segundo aeropuerto en Moscú-Vnukovo.
En junio de 2009 Vladivostok Avia inauguró el modelo A330-300 en su flota.

## Destinos
La compañía ofrece vuelos nacionales e internacionales de vuelos regulares y chárter. Los vuelos internacionales tienen como destinos principales Corea del Sur y Japón. Los vuelos chárter se potencian en verano con destinos como Barcelona, Antalya y Hurghada.

## Flota

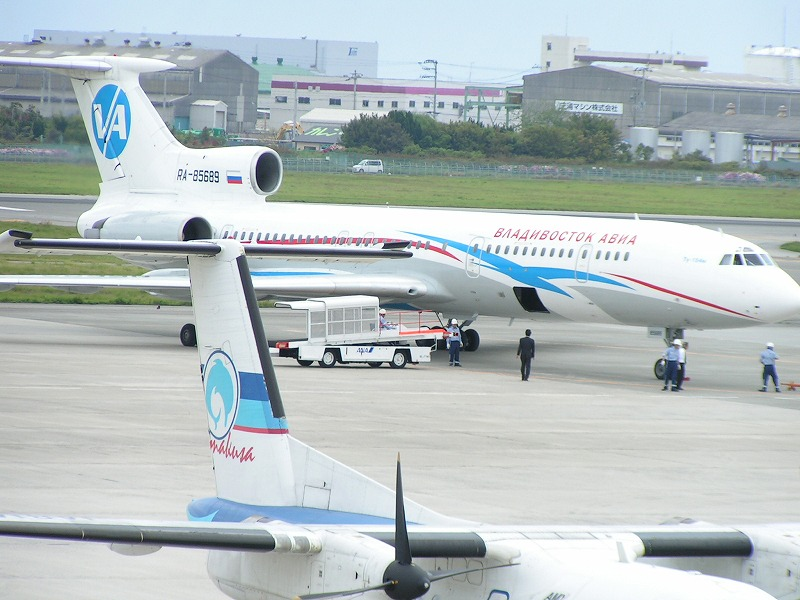
Un Tu-154 de Vladivostok Avia.

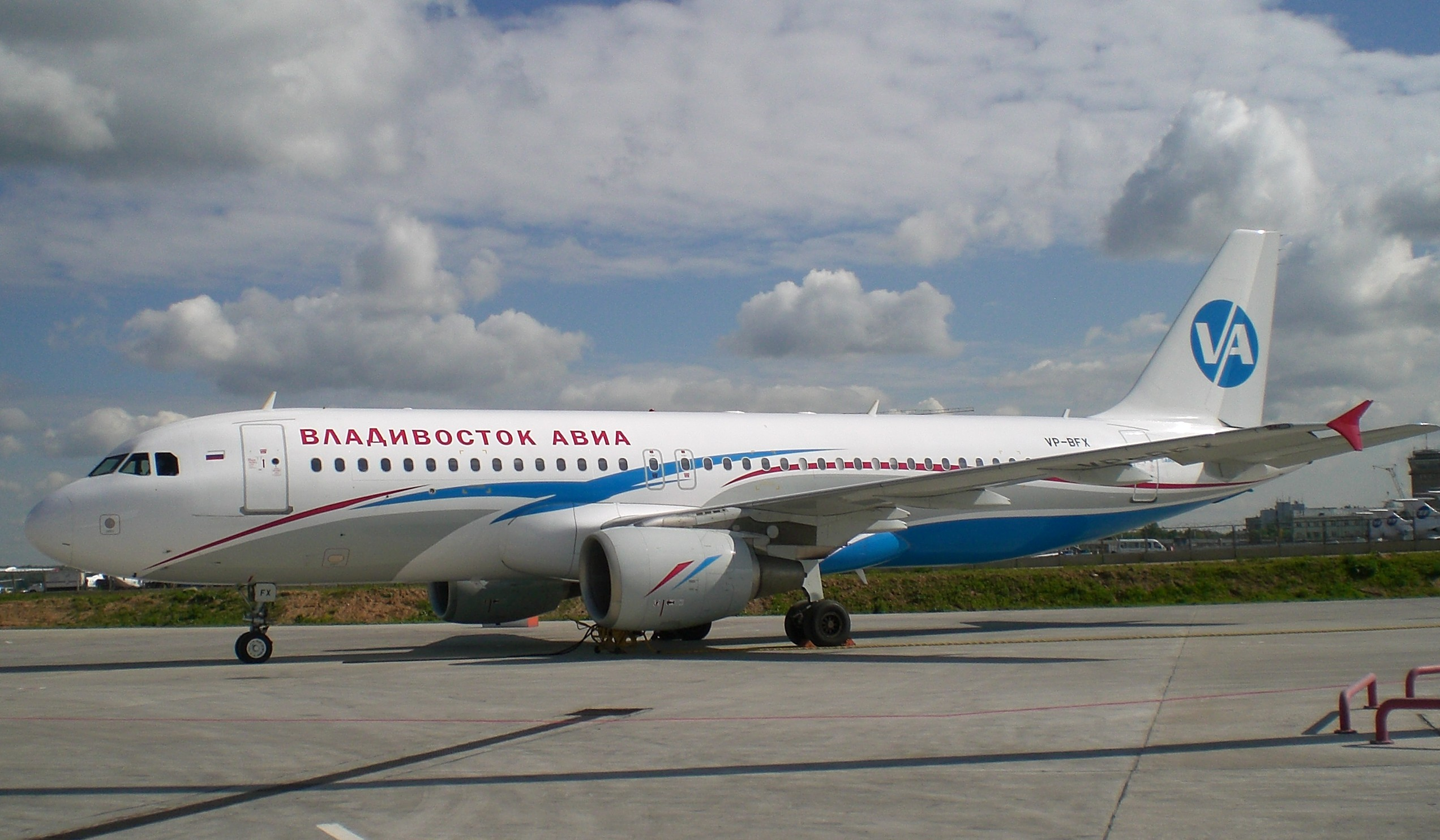
Un Airbus A320-200 de Vladivostok Avia.

En febrero de 2010 la flota de Vladivostok Avia cuenta con 29 aviones y 23 helicópteros:

### Aviones
La flota a 1 de diciembre de 2010:
Activos
- 6 A320-200[5]
- 3 A330-300
- 4 Yak-40
- 3 Tu-154
- 6 Tu-204

Inactivos
- 6 Yak-40
- 2 Tu-154

### Helicópteros
- 12 Mil Mi-8
- 11 Kamov Ka-32

## Sucesos
- El 4 de julio de 2001 se estrelló el vuelo XF352 de Vladivostok Avia al aproximarse a su destino en Irkutsk. En el accidente fallecieron las 145 personas que estaban a bordo de la nave. La nave era de tipo Tu-154 se encontraba de camino desde Ekaterimburgo a Vladivostok con parada en Irkutsk.[6][7]